# Штайнгрова
Штайнгрова (словен. Štajngrova) — поселення в общині Бенедикт, Подравський регіон‎, Словенія.